# Técnicos de Investigación Aeroterráquea
Técnicos de Investigación Aeroterráquea (TIA) es el nombre de una organización ficticia de la serie Mortadelo y Filemón, creada por Francisco Ibáñez. Su misión es la de servir y proteger al ciudadano de los delincuentes, aunque debido a su incompetencia, es casi tan dañina como los propios maleantes.

## Trayectoria editorial
La primera aparición de la organización fue en El sulfato atómico (1969), la primera historieta larga de esta serie, en la que Mortadelo y Filemón ya aparecían como dos de sus agentes secretos. Desde el principio aparecieron otros aspectos que se mantendrían durante mucho tiempo (entradas secretas, edificios en condiciones penosas...) y personajes como el superintendente Vicente (El "Súper") y el profesor Bacterio.
En 1979, aparecería la secretaria Ofelia, que también se volvería recurrente. Los otros miembros de la TIA aparecen mucho menos.

## Características
- La TIA es una parodia de la organización estadounidense CIA.
- En compensación, las siglas de las agencias criminales rivales llevan nombres como ABUELA (Agentes Bélicos Ultramarinos Especialistas en Líos Aberrantes), SOBRINA (Sindicato Organizador Bollos Reivindicantes Inter Nacionales Atléticos), CUERNO (Centro de Utensilios Extraño-Raros Nefasto Ofensivos) o MALA (Mafiosos Armados Ligeramente Atolondrados).
- La TIA tiene entradas secretas en los más recónditos lugares, como pueda ser una simple señal de tráfico o un cartel publicitario de un circo, hasta el círculo del sol que se ve desde la Tierra, pero solo los agentes saben cómo entrar, siendo trampas para el resto de viandantes. Los carteles son muy usados como entradas.
- Uno de los agentes más recurrentes es el agente Bestiájez (llamado así por ser muy bestia). Además, la mayoría de los agentes tienen nombre acabado en "ez", como agente Pitórrez (pitorreo) o agente Delgádez (delgado).
- La agencia es un desastre, los dirigentes son excéntricos y sus agentes están mal organizados.
- La TIA ha protegido a políticos del Partido Papilar, PSAO, SAPO (Sarao Arrabalero Popular Obrero), RANA (Rugido Apocalíptico Nuclear Apabullante), PZOE (Partido Zampabollos), etc.